# Río Huarmey
Der Río Huarmey (der größte Quellfluss ist der Río La Merced; oberhalb der Einmündung des Río Malvas auch Río Aija) ist ein ca. 100 km langer Zufluss des Pazifischen Ozeans im zentralen Westen Perus in den Provinzen Aija und Huarmey der Verwaltungsregion Ancash.

## Flusslauf
Der Río Huarmey entspringt in der Cordillera Negra, einem Gebirgszug der peruanischen Westkordillere, in der Provinz Aija auf einer Höhe von etwa 4500 m. Auf den oberen 65 Kilometern fließt der Río Huarmey in überwiegend südwestlicher Richtung durch das Bergland. Bei Flusskilometer 85 passiert der Fluss das Distriktsverwaltungszentrum La Merced. Bei Flusskilometer 80 liegt Aija etwa einen Kilometer östlich des Flusslaufs. 42 Kilometer oberhalb der Mündung trifft der Río Malvas von links auf den Río Huarmey. Dieser wendet sich auf den unteren 35 Kilometern nach Westen. 3 km oberhalb der Mündung passiert der Fluss die am rechten Flussufer gelegene Stadt Huarmey. Die Fernstraße Panamericana überquert dort den Fluss. Dieser erreicht schließlich eine Lagune an der Pazifikküste. Am Unterlauf wird bewässerte Landwirtschaft betrieben.

## Einzugsgebiet und Hydrologie
Der Río Huarmey entwässert ein Areal von etwa 2100 km². Das Einzugsgebiet grenzt im Norden an das des Río Culebras, im Nordosten an das des Río Casma, im Osten an das des Río Santa sowie im Südosten an das des Río Fortaleza. Der Río Huarmey führt in den Monaten Juli bis September sehr wenig Wasser. 